# خانه قمر خانم (مجموعه تلویزیونی)
خانهٔ قمر خانم نام یک مجموعهٔ تلویزیونی قدیمی است که در سال ۱۳۴۷ تولید و طی سالهای ۱۳۴۸ الی ۱۳۵۰ از تلویزیون ملی ایران پخش می‌شد.

## خلاصهٔ داستان
قمر خانم (با بازی پروین ملکوتی) موجری (صاحب‌خانه‌ای) تندخو، طماع، زورگو و ضعیف‌کش است که خانه‌ای بزرگ را از شوهرش به ارث برده واتاق‌های آن را به خانواده‌های مختلفی اجاره داده است. مستاجران این خانه، اغلب کسانی هستند که به اجبار دراین خانه زندگی می‌کنند، چراکه نه پول خرید خانه دارند و نه درآمد کافی برای زندگی در مکانی بهتر. همین نیازِ مستاجران است که قمرخانم را هر روز گستاخ‌تر می‌سازد و هربار داستان‌ها و مسایل گوناگونی از درگیری او با مستأجران پیش می‌آید.

## بازیگران و عوامل تولید

### بازیگران
- پروین ملکوتی در نقش «قمرخانم»
- زری پورزند در نقش «اکرم» (دختر قمرخانم)
- پروین سلیمانی در نقش «ملک خانم»
- سیترا عظیمی در نقش «دختر ملک خانم» (بازیگر خردسال)
- محمود بهرامی در نقش «عزیزخان» (دلاک)
- دیانا در نقش «شوکت»
- محسن هرندی در نقش «اوس کاظم»
- محمد اسکندری در نقش «آقا کمال»
- مهری رحمانی در نقش «مهین»
- علی آقاجانی در نقش «داش غلام»
- عبدالله عبدالوهابی در نقش «یداله گدا»
- صادق توکلی در نقش «عین‌اله گدا»
- باقر توکلی در نقش «بازپرس»
- قدرت‌اله انتظامی در نقش «پاسبان»
- غلام‌علی گلچین در نقش «آقای پاکباخته»
- سرور رجایی در نقش «همسر آقای پاکباخته»
- ایران جلالی (ملوسک) در نقش «مهری»
- علی اصغرزاده در نقش «شوهر اول مهری»
- مجید گل‌بابایی در نقش «محسن‌آقا»
- رحیم ایوبی در نقش «لحاف‌دوز»
- شیده در نقش «معصوم»
- وداد در نقش «خانم‌آغا»
- حمیده اوینی در نقش «سهیلا»
- فریده در نقش «مهری»
- پروانه رشیدی در نقش «زری»
- فروغ مقدم در نقش «مادر»
- بنی احمد در نقش «باباسیدعلی»
- صفارپور در نقش «مهاجری»
- اسکندری در نقش «آقاکمال»
- دست‌مردی در نقش «نصرت»
- سیرتی در نقش «پرویز»
- نوربخش در نقش «آقای داوری»
- فرشید در نقش «عزیرخان» (جاهل)
- قوامی در نقش «قاسم آقا» [۲]

### عوامل تولید
- کارگردانان: محمدعلی کشاورز، فخری خوروش، سهراب اخوان، محسن هرندی، برهان آزاد
- نویسندگان فیلمنامه: منوچهر محجوبی، هادی خرسندی، محمد آذری، محمدتقی اسماعیلی، دکتر صنعتی
- تهیه کننده: موسسهٔ تماشا
- سال تولید: ۱۳۴۷
- زمان اولین پخش: مهرماه ۱۳۴۸
- زمان آخرین پخش: چهارشنبه ۱۴ مهرماه ۱۳۵۰